# بشملة كبيرة الثمار
بشملة كبيرة الثمار (الاسم العلمي:Eriobotrya macrocarpa) هي نوع غير مؤكد من النباتات تتبع جنس البشملة من الفصيلة الوردية. تم وصف هذا النوع من النبات علمياً لأول مرة من قبل ويلهلم سولبتيز كورز سنة 1872.